# Københavns Befæstning
Københavns Befæstning, der kan opfattes som byens tredje befæstningssystem (de andre var fra middelalderen og renæssancen), bestod af militæranlæg, i begyndelsen hovedsageligt på landsiden (også kendt som Københavns Landbefæstning) og siden i stigende omfang på søsiden (Københavns Søbefæstning), opført i anden halvdel af 1800-tallet. Befæstningen, hvis mest kendte element er Vestvolden, havde sin storhedstid fra midten af det 19. århundrede til slutningen af 1. verdenskrig og var midtpunktet i en central politisk konflikt i Danmarkshistorien. Landbefæstningen blev definitivt nedlagt 1920, mens Søbefæstningen levede videre indtil henholdsvis 1922 og 1932.

## Strategier efter 1807 og 1864
Efter Englandskrigene og Københavns bombardement 1807 havde Københavns bastionære befæstning vist sig helt forældet, og efter nederlaget i den 2. slesvigske krig 1864 diskuterede man den fremtidige sikkerhedspolitik. Danmark var nu endegyldigt en lille stat, og kunne derfor ikke vinde en krig mod en stormagt. Man håbede, at man med et godt forsvar, kunne holde længe nok ud, til en venligtsindet nation kom med bistand. En del af dette forsvar skulle være en befæstning af København, således at hovedstaden kunne holde stand, medens man ventede på hjælp og om nødvendigt havde opgivet resten af landet. Diskussionen om, hvorledes forsvaret skulle iværksættes, førte snart til en egentlig politisk krise i landet, idet Venstre mente at hjemmeværnet i landområderne skulle styrkes, og at hele landet skulle forsvares, mens de konservative grupper (fra 1881 organiseret i partiet Højre) kun så det øgede forsvar af hovedstaden som en løsning, der ville redde landet i en eventuel krig. Dermed blev der refereret tilbage til Københavns belejring og det vellykkede forsvar under Svenskekrigene 1658-60.

## Den militære begrundelse for Københavns Befæstning
I midten af 18 hundredtallet så de militære planlæggere ikke en fare for, at Danmark skulle blive et krigsmål i sig selv - dertil var landet for lille og dets ressourcemæssige kapacitet for ringe - men de mente, at et angreb kunne komme som følge af en stormagtskonflikt på grund af Danmarks strategiske placering ved indsejlingen til Østersøen . Stormagterne kunne i en konfliktsituation få en interesse i at kontrollere indsejlingen, men havde i de fleste tilfælde en større interesse i, at en fjendtlig stormagt ikke fik kontrollen, og at Øresund og Østersøen forblev åben for sejlads. Heraf følger, at et stormagtsangreb på Danmark automatisk ville gøre én eller flere andre stormagter til vores strategiske allierede. Den forsvarsmæssige udfordring for Danmark bestod i at gøre denne strategiske alliance operationel, hvilket i praksis kunne ske ved, at Danmark i tilfælde af et angreb blev i stand til at forsvare sig selv så længe, at en allieret stormagt fik reel mulighed for at komme os til undsætning.
Ved indretningen af forsvaret tog de militære planlæggere udgangspunkt i teorien om 'den militære basis', der betegner det geografiske sted, hvor den militære kapacitet og den politiske ledelse er placeret. Ifølge teorien ville et lands evne til at føre krig ophøre, hvis det mistede sin militære basis. Og omvendt: Kampen ville kunne fortsættes, så længe den militære basis var i behold, uanset hvordan krigen i øvrigt forløb. I slutningen af 1800-tallet var den politiske og militære ledelse, flåden og en stor del af Danmarks industrielle kapacitet placeret i København, som derfor var den militære basis og udgangspunktet for forsvaret.
Et robust forsvar af København kunne indrettes på to principielt forskellige måder: Enten kunne man bygge feltbefæstede stillinger i stil med dem, der er kendt fra første verdenskrig, eller man kunne betonbefæste København permanent. Udgifterne til en permanent fæstning var 15 til 20 gange større end til en feltbefæstning. Til gengæld gav den i teorien en række afgørende strategiske fordele:
- Den militære ledelse vurderede, at en fjendtlig stormagt kunne indtage et feltbefæstet København med brug af 20.000 let udrustede mand, mens der skulle 60-80.000 mand og store mængder svært materiel til at indtage en permanent befæstning. Disse store krav til mandskabsmæssige og materielle ressourcer bevirkede, at forberedelserne til angrebet ikke ville kunne holdes hemmelige, hvorved fjenden mistede overraskelses-momentet og gav den danske hær og flåde få god tid til at komme i stilling og forberede sig på angrebet.
- Da København ligger på en ø, var fjenden tvunget til at overføre tropper ad søvejen, hvilket gav den danske flåde mulighed for at bidrage effektivt til forsvaret og sinke fremrykningen.
- På grund af de mange soldater og det tunge udstyr kunne fjenden kun benytte ganske få landgangssteder på Sjælland, hvilket ville give hæren mulighed for i god tid at placere sig hensigtsmæssigt og besværliggøre fjendens fremrykning mod København.
- Endelig ville Københavns Befæstning med dens tunge armering i sig selv udskyde fjendens indtagelse af hovedstaden.

Den permanente fæstning gjorde det af disse grunde muligt at forsvare den militære basis, København, længe nok til, at en eller flere strategiske allierede fik reel mulighed for at komme os til undsætning, hvorved et angreb på Danmark automatisk ville udvikle sig til en stormagtskonflikt, hvis omkostninger langt overgik den potentielle gevinst. På denne indirekte måde blev Københavns Befæstning - i teori såvel som i praksis - forudsætningen for, at Danmark kunne hævde sin (væbnede) neutralitet. 

## Søbefæstningen moderniseres
Diskussionen om befæstningen startede efter Treårskrigen (1848-50) og forstærkedes efter nederlaget i 1864. Lov om Kjøbenhavns Befæstning mod Søsiden blev vedtaget i 1858, og herefter kunne den første byggefase for byens nye søbefæstning påbegyndes. Anlægsarbejderne varede i ti år indtil 1868. De ældre befæstningsanlæg fra omkring 1800 såsom Trekroner Fort, Lynetten og Strickers Batteri blev moderniseret samtidig med, at man byggede en række nye anlæg. Man fik da en tidssvarende befæstning, der kunne forsvare adgangen fra Øresund til København og sejlløbet til byen. Søbefæstningsanlæggene Prøvestensfortet, Mellemfortet og Kalkbrænderi Batteri (som erstatning for et fort på Stubbegrunden vest for Kronløbet, der ikke blev opført) blev da opført i 1850'erne og 1860'erne, men fæstningsbyggeriet kom for alvor i gang efter en samlet plan i 1880'erne.
Ved disse første befæstningsarbejder valgte Ingeniørkorpset i stor udstrækning at bruge et forholdsvis nyt byggemateriale, nemlig beton. Beton var egentlig en opfindelse fra Romerriget, men blev først genopdaget i 1800-tallet. Materialet var uprøvet på fæstninger, og det danske forsvarsvæsen var dermed på forkant med brugen af beton til forsvarsformål. Man havde tidligere lavet forsøg med at bygge dele af fæstningsanlæg i cement, men inden man gik i gang med at bygge de nye søbefæstningsanlæg, gennemførte man omfattende skydeforsøg mod prøveanlæg, der var udført i jord, mursten og granit samt mod anlæg udført i beton. I sidste ende valgte byggeledelsen af opføre de nye anlæg i beton og jord. Arkitekten for facaderne på Prøvestens- og Mellemfortet var i øvrigt en ung Ferdinand Meldahl.

## Provisorietiden
På det tidspunkt havde den politiske konflikt udviklet sig til, at konseilspræsident (statsminister) J.B.S. Estrup regerede uden om Folketingets Venstre-flertal ved hjælp af provisoriske (midlertidige) finanslove og kong Christian 9.s støtte. Venstre nægtede konsekvent at godkende finanslovene med de høje militærudgifter, hvilket affødte navnet "visnepolitikken". Tiden kaldes også provisorietiden. Netop på grund af Venstres befæstningsskeptiske visnepolitik i årene forinden bugnede statskassen af opsparede midler. Estrup havde således 60 mio. kr. (i 1885-kroner) at gøre godt med.
Faktisk havde en privat forening, Den frivillige Selvbeskatning til Forsvarets Fremme, eller Fædrelandets Forsvar, købte Garderhøj ved Jægersborg i 1884, hvor den for egne midler – men i samarbejde med forsvaret og regeringen – lod bygge Garderhøjfortet med alle panserkonstruktioner og armering. Foreningen påbegyndte også Lyngby Fort, men løb så tør for penge. Fortet kunne færdiggøres (dog uden armering), og foreningen kunne også anskaffe en grund til et fæstningsanlæg ved Maglebylille, førend dens rolle i sagen var udspillet. I alt indsamlede denne forening ved frivillige bidrag over de næste 13 år næsten halvanden million kroner. Disse anlæg blev så ved gavebreve overdraget til staten, dog med den klausul, at Garderhøjfortet, når det engang gik ud af brug som befæstningsanlæg, skulle gives tilbage til foreningen.
Fædrelandets Forsvar var ikke det første af den slags initiativer. I 1882-85 indsamlede danske kvinder 80.000 kr., hvilket beløb 8. januar 1885 blev overrakt kongen. Pengene skulle bruges til at indkøbe 8 korte 15 cm stålkanoner fra den tyske stålgigant, "Friedrich Krupp, Essen". Kanonerne, der i den offentlige debat blev døbt "kvindekanonerne", blev opstillet ved Christiansholms Batteri og i 1913 flyttet til Tinghøj Batteri.
Ledelsen af arbejdet lå i hænderne på Estrups omstridte krigsminister J.J. Bahnson, og selve befæstningen blev designet af oberstløjtnant E.J. Sommerfeldt og opført fra 1886 indtil 1894, hvor byggeriet blev standset som følge af et politisk forlig mellem partierne Venstre og Højre. Derefter måtte kun søbefæstningen udbygges, hvilket skete under 1. verdenskrig. Krigsminister V.H.O. Madsen måtte gå af sammen med Ministeriet Deuntzer i 1905, da han på fordækt vis havde udbygget Landbefæstningen med såkaldte fredskrudtmagasiner på Vestvolden. Få år efter forliget blev parlamentarismen indført i 1901 (kendt som Systemskiftet).

## Befæstningens elementer
Landbefæstningen bestod mod vest af Vestencienten, nu kendt som Vestvolden, fra Kalveboderne til Utterslev Mose. E.J. Sommerfeldt blev internationalt berømt for opfindelsen af Vestvoldens konstruktion, kaldet det Sommerfeldtske system eller "Danske Front", hvor profilen set i fugleperspektiv kan ligne en savklinge, og hvor artilleri i beskyttede kaponiere-bunkere flankerer volden i lange sektioner.
Mod nord var områderne meget sumpede, og det viste sig umuligt at fortsætte et voldanlæg. I mellemtiden var fortet blevet den ideelle form for fæstning, hvorfor forter og batterier kom til at dominere her. Samtidig blev vandressourcerne aktivt inddraget i form af et oversvømmelsesanlæg, der skulle kunne sætte hele det nordlige område under vand og hindre en fjendtlig fremrykning.
På Nordfronten lå, fra vest mod øst: Gladsaxefortet, Bagsværdfortet, Lyngbyfortet, Garderhøj Fort og Fortunfortet. Disse forter blev suppleret af batterierne Tinghøj Batteri, Buddinge Batteri, Vangede batteri, Gentofte Batteri, Bernstorff Batteri, Ordrupkratafsnittet (Vestre og Østre Ordrupkratbatteri) samt Christiansholms Batteri i Klampenborg.
Søbefæstningen af 1. generation bestod mod syd af Avedøre Batteri i Avedøre, der skulle hindre beskydning af Vestvoldens bagside og indsejling mod København, mod nord af Hvidøre Batteri, der lå øst for Christiansholmsbatteriet. Mod øst lå Charlottenlund Fort, egenlig et batteri, og på Amager Kastrup Fort, også "kun" et batteri, da skytset kun havde en skydretning. Ude i Øresund blev det store Middelgrundsfortet placeret. Arkitekten Meldahl stod for den arkitektoniske bearbejdning af dette fort og fik dermed for anden gang en militæræstetisk opgave. På Saltholm opførtes Barakke Batteri i 1904.
På grund af den lange opførelsesperiode, der udgjorde Danmarkshistoriens største anlægsarbejde, indtil Storebæltsforbindelsen blev bygget, implementerede man hele tiden nye forbedringer og modeller af skydevåben mm. i befæstningen. Alligevel blev særligt Landbefæstningen lynhurtigt forældet. Samtidig var den svær at holde hemmelig. En tysk officer, H. Frobenius, udgav allerede i 1894 i et tysk marinetidsskrift en "anmeldelse" af fæstningen, som han kendte i alle detaljer. Han vurderede befæstningen: Må den stærke udrustning [befæstningen]... altid være nok til at forhindre et forsøg på et angreb. Thi hvis et sådant aldrig kommer, så har befæstningsanlægget opfyldt sit bedste formål.

## Landbefæstningen forældes
Med den tekniske udvikling inden for belejringsartilleriet var befæstningen ikke tilstrækkelig til at sikre et forsvar, fordi kanoner kunne række stadigt længere og ramme stadigt mere præcist, og derfor kunne en fjende ødelægge byen, selvom han befandt sig uden for rækkevidden af befæstningens artilleri.
Samtidig havde hovedstaden vokseværk. Byens bosætningsområder bredte sig med stor fart udad mod befæstningen, der stille og roligt blev omringet af villakvarterer.
Slutteligt var flyet i sin vorden som militær trussel fra luften på vej – og den immobile befæstning formåede ikke at beskytte byen mod flyangreb.
Flertallet i forsvarskommisionen, som bestod af venstrereformpartiet og det moderate venstre, foreslog at nedlægge Københavns Landbefæstning, som de betegnede som "forældet og ubrugelig". Men bag forslaget og vurderingen af befæstningen lå også politiske hensyn: Sammenhæng med egen politik tilbage fra 1880erne og et ønske om ikke at give det Radikale Venstre mere spillerum . Højre ønske befæstningen udbygget, men det var i mindretal.
Forsvarsforliget 1909 bestemte derfor, at Landbefæstningen skulle nedlægges i 1922 – hvilket skete allerede to år før, i 1920. Søbefæstningen var mere anvendelig og tidssvarende og levede videre indtil 1922 og 1932.

## Frem mod 1. verdenskrig – Søbefæstningen udbygges
Forsvarsforliget 1909 havde allerede bestemt, at Søbefæstningen skulle udbygges. Som en del af Søfronten opførtes Saltholm Batteri 1910-12, Dragør Fort i 1910-15 og Flakfort 1910-16, mens Taarbæk Fort opførtes i 1913-16 som kombineret land- og søfort, idet Landbefæstningen desperat manglede at få lukket "hullet i Nordfronten" i Dyrehaven.

## Under 1. verdenskrig
Under 1. verdenskrig blev fæstningen desuden mobiliseret, og 50.000 mand blev indkaldt til sikringsstyrken, hvoraf hovedparten blev afsat til forsvaret af København. Der foregik en delvis armering af Københavns Befæstning, og enkelte nye stillinger kom til. I 1914 opførtes Baunehøjstillingen, Dyrehavestillingen II, Hovmarkstillingen, (Lundtoftestillingen) og Vintappergaardstillingen som en del af Nordfronten. Tømmerupstillingen opføres som en del af Sydfronten. Kongelundfort opførtes i 1914-16 som en del af Søfronten.
Anlæggelsen af den store Tunestilling blev påbegyndt i november 1915 som en fremskudt feltbefæstning ca. 18 km foran landbefæstningen fra Køge Bugt ved Mosede Batteri til Roskilde Fjord ved Veddelev. Målet var at spærre adgangen til beskydning af København med moderne, langtrækkende artilleri – noget, som Landbefæstningen ikke længere var i stand til. Men først i begyndelsen af 1917 var Tunestillingen så udbygget, at man på trods af de politiske uenigheder kunne regne med, at den blev gjort færdig, og fx. begyndte man på at etablere stillingens telefonnet endnu senere, i november 1917 
I 1916 nedlægges Christianshavns Vold som en del af Københavns Landbefæstning. Sydamagerstillingen opføres som en del af Sydfronten. Roskilde Fjordstillingen påbegyndes for at sikre Tunestillingens ryg.
Grunden til, at der ikke kom et tysk angreb på Jylland, Fyn og flere øer i 1917 og 1918 skyldes en mængde heldige omstændigheder. Men det kan konkluderes, at Københavns Befæstning med sit mandskab fra sikringstyrken gjorde ,
- at den tyske flåde ikke kunne angribe, før hæren i 1917 ville bistå med styrker.
- at tyskerne helt opgav at besætte Sjælland med København.
- at det var vanskeligt for tyskerne at lægge en plan, som var lille nok til at hæren kunne levere de fornødne styrker, og som var stor nok til at give flåden kontrol med Store- og Lillebælt.

Da første verdenskrig havde vist at spredte skyttegrave som Tunestillingen var mere effektive end forter, nedlagde man Københavns Befæstning straks efter første verdenskrig. Det betyder dog ikke, at Københavns Befæstning var uden
militær betydning. I øvrigt blev Tunestillingen også nedlagt kort efter krigen.

## Landbefæstningen og søbefæstningen nedlægges
Forsvarskommissionen af 1919 blev nedsat af Rigsdagen, og selv om kommissionen først afgav sin betænkning i 1922, vedtog Rigsdagen allerede i 1920 Lov om nedlæggelse af Københavns Landbefæstning. Med virkning fra 1. april 1920, dvs. to år tidligere end vedtagelsen af forsvarsforliget i 1909, blev Københavns Landbefæstning nedlagt som forsvarsværk. Vestvolden blev i stedet brugt til opbevaring af ammunition, og langt det meste af volden blev dermed også ved med at være militært område med adgang forbudt for civile indtil 1960'erne. De sidste dele af Vestvolden omkring Ejbybunkeren blev først endeligt rømmet af forsvaret i 2004.
Kommissionsbetænkningen fra 1922 blev også udgangspunkt for nedlæggelsen af de ældre dele af Københavns Søbefæstning, samt for forsvarsordningen af 1922. Med Lov om Nedlæggelse af ældre Kystbefæstningsanlæg samt Ordning af det faste Kystforsvar fra 1922 blev indledt en etapevis nedlæggelse af Søbefæstningen. Hvidørebatteri, Mellemfort, Prøvesten, Kastrupfort og Avedørebatteri blev nedlagt i 1922.
Det faste Kystforsvar overgik i 1932 fra hæren til søværnet som Kystdefensionen. Charlottenlundfort, Trekroner og Saltholmværkerne blev nedlagt.
Under besættelsen 1940-45 overtog tyskerne efterhånden alle de danske anlæg, og de blev ribbet for brugbart skyts. I 1945 påbegyndtes en genopbygning af Kystdefensionen, der dog først tog fart med den ambitiøse forsvarsordning 1950/51, der fulgte i kølvandet på medlemskabet af NATO og kravet om betydelig militær opbygning. Kystdefensionen skiftede samtidig navn til Kystbefæstningen.
Under forsvarsordningen af 1961 blev Kystbefæstningen nedlagt, hvorefter en række kystbefæstningsanlæg blev nedlagt og andre, herunder Middegrundsfortet og Kongelundsfortet, overgik til raketforsvaret under flyvevåbnet. Vestvolden overgik fra Forsvarsministeriet til henholdsvis Miljøministeriet og en række Kommuner og blev åbnet for offentligheden.
I begyndelsen af 1980´erne blev raketluftforsvaret omorganiseret, og Kongelundsfort og Middelgrundsfort blev rømmet i henholdsvis 1982 og 1984.
I 2000 blev Dragør Fort nedlagt som det sidste befæstningsanlæg fra Københavns Befæstning.

## Anlæggenes tilstand og tilgængelighed i dag
Næsten alle strukturelle elementer (jordvolde og betonkonstruktioner) af fæstningsanlæggene findes endnu; dog er armering og andre detaljer typisk fjernet fra forterne. Ligeledes er sporene til jernbanelinjen bag Vestvolden taget op.
De anlæg, der er fjernet siden fæstningens nedlæggelse i 1920, er de sidste betonanlæg i Baunehøjstillingen, der måtte vige pladsen for Danmarks Tekniske Universitet; en del af de tilbageværende betonanlæg i Tunestillingen, der lå i vejen for landbrugets udnyttelse af arealerne, Kalkbrænderi Batteri, der allerede var blevet nedlagt under 1. verdenskrig, og som kom til at ligge i vejen for en udvidelse af Frihavnen, Strickers Batteri, som blev sprængt, da De Danske Spritfabrikker og Pyrolyseværket skulle anlægges, og Mellemfortet, der måtte vige for Amagerværket.
Fæstningens resterende anlæg er bevarede – nogle tildækkede af jord og nogle i mindre intakt stand.
I 1996 blev Garderhøjfortet leveret tilbage til Fædrelandets Forsvar, der da var blevet genoprettet som forening. Foreningen har siden da iværksat en restaurering af fortet.

## Eksterne kilder og henvisninger
- Wikimedia Commons har flere filer relateret til Københavns Befæstning
- Københavns Befæstning Arkiveret 11. marts 2007 hos  Wayback Machine
- Københavns Befæstningsforening
- Nordfronten i Gentofte kommune Arkiveret 13. januar 2006 hos  Wayback Machine
- Befæstningspjece fra Københavns Amt Arkiveret 2. november 2005 hos  Wayback Machine
- Københavns betonbefæstning 1858-1996 af Peter Thorning Christensen
- DN og Gladsaxe Kommunes fredningsforslag for Buddinge Batteri (6MB PDF-fil)
- Fredningsnævnets fredningskendelse (Webside ikke længere tilgængelig)
- DN og Gladsaxe Kommunes fredningsforslag for Bagsværdfortet (6MB PDF-fil) (Webside ikke længere tilgængelig)
- Københavns Sø- og Landbefæstning Arkiveret 27. september 2007 hos  Wayback Machine
- Københavns Befæstning 1880-1920
- Fortunfortet og Københavns Befæstning

| I vest lå Vestvolden | I nord lå Garderhøj Fort, Lyngbyfortet og Fortunfortet   | I nordøst lå Taarbæk Fort, Hvidøre og Charlottenlund FortI øst lå Middelgrundsfortet, Trekroner og FlakfortetI sydøst på Amager lå Prøvestenen, Kastrup Fort, Dragør Fort og Kongelundsfortet |
| I vest lå Vestvolden | Bygherre: J.B.S. Estrup (grønt for land - blåt for vand) | I nordøst lå Taarbæk Fort, Hvidøre og Charlottenlund FortI øst lå Middelgrundsfortet, Trekroner og FlakfortetI sydøst på Amager lå Prøvestenen, Kastrup Fort, Dragør Fort og Kongelundsfortet |
| I vest lå Vestvolden | I syd lå Mosede Fort                                     | I nordøst lå Taarbæk Fort, Hvidøre og Charlottenlund FortI øst lå Middelgrundsfortet, Trekroner og FlakfortetI sydøst på Amager lå Prøvestenen, Kastrup Fort, Dragør Fort og Kongelundsfortet |

55°42′N 12°36′Ø / 55.7°N 12.6°Ø